# Ottavio Costa
Ottavio Costa est un banquier et mécène génois, né à Albenga en 1554 et mort en 1639.
Parmi les tableaux qu'il commande et collectionne apparaissent plusieurs des œuvres du Caravage, comme Marthe et Marie-Madeleine ou encore Saint Jean Baptiste dans le désert.